# Le ragazze del centralino
Le ragazze del centralino (Las chicas del cable) è una serie televisiva spagnola di genere drammatico, sentimentale e thriller, creata da Ramón Campos, Gema R. Neira e Teresa Fernández Valdéz. Ambientata nella Madrid degli anni Venti e Trenta, segue le vicende di quattro donne che lavorano come centraliniste, affrontando lotte personali, amori proibiti e la crescente tensione politica del periodo.
Si tratta della prima serie spagnola interamente ideata, prodotta e distribuita da Netflix, pubblicata sulla piattaforma a partire dal 28 aprile 2017.

## Trama
Le protagoniste sono tre ragazze che vengono assunte come centraliniste dalla Compagnia telefonica nazionale spagnola. Le ragazze diventano amiche, nonostante abbiano caratteri e storie personali molto diverse, e promuovono una rivoluzione tra amori, amicizie e carriera nella Madrid del 1928.
La voce narrante è quella di Alba Romero, che si fa assumere come Lidia Aguilar per derubare la Compagnia. Verrà però scoperta dal Direttore, Francisco, il suo primo amore che aveva perso di vista appena arrivata a Madrid e che sceglierà di aiutarla, non denunciandola, a patto che non scappi via. I due scopriranno infatti di essere ancora innamorati, nonostante siano trascorsi dieci anni e lui sia ormai sposato con la figlia del proprietario della Compagnia, e inizieranno una tormentata storia d’amore. A complicare la situazione, infatti, interverrà Carlos, cognato e migliore amico di Francisco, che si innamorerà a sua volta di Lidia senza sapere chi sia davvero. Quest’ultima dovrà quindi scegliere tra i due e, contemporaneamente, fare i conti con il proprio passato in vista del futuro.
Al suo fianco ci saranno Carlota, Marga, Angeles e Sara, grazie alle quali Lidia scoprirà l'importanza dell'amicizia, vero valore centrale dell'intera serie.

## Episodi
| Stagione         | Episodi | Pubblicazione Spagna | Pubblicazione Italia |
| ---------------- | ------- | -------------------- | -------------------- |
| Prima stagione   | 8       | 2017                 | 2017                 |
| Seconda stagione | 8       | 2017                 | 2017                 |
| Terza stagione   | 8       | 2018                 | 2018                 |
| Quarta stagione  | 8       | 2019                 | 2019                 |
| Quinta stagione  | 10      | 2020                 | 2020                 |

## Personaggi e interpreti

### Principali
- Alba Romero Méndez / Lidia Aguilar (stagioni 1-5), interpretata da Blanca Suárez, doppiata da Ilaria Latini.
Donna forte e matura, voce narrante della storia ed eroina principale. Ha un passato doloroso alle spalle, che l'ha fatta finire in prigione a 15 anni per il furto di una valigia alla stazione del quale non era colpevole, quindi nel bordello di Victoria, fino a trasformarsi in ladra per seguire il sogno di fuggire in Argentina con l'amica Jimena. Questo sogno svanirà quando l'amica verrà uccisa, e Lidia, il cui vero nome è Alba, sarà accusata dell'omicidio e minacciata di finire alla garrota. Per evitarlo, sarà costretta da un poliziotto corrotto a farsi assumere nella Compagnia telefonica di Madrid per rubare all'inizio dei soldi e poi alcuni progetti segreti.
- Francisco Gómez (stagioni 1-5), interpretato da Yon González, doppiato da Gianfranco Miranda.
Francisco, un giovane uomo, fin da piccolo deve rimboccarsi le maniche e crescere troppo in fretta. Ama Alba e decide di partire con lei per Madrid per formare una famiglia. Un brusco incidente però li separa appena scesi dal treno e si rincontrano 10 anni dopo, quando lui è direttore della Compagnia telefonica di Madrid e scopre Alba, che ora si fa chiamare Lidia, a rubare nella cassaforte della Compagnia. È sposato inizialmente con Elisa, figlia dei proprietari della compagnia.
- Ángeles Vidal (stagioni 1-4, guest star stagione 5), interpretata da Maggie Civantos, doppiata da Tiziana Avarista.
Angeles è una centralinista già esperta e rispettata, sposata con il rude Mario Pérez e madre di una bambina, Sofia. Nel gruppo delle ragazze del centralino rappresenta la donna sottomessa. Suo marito infatti, uomo autoritario e violento, la tradisce, la sottopone a continui abusi psicologici e spesso la picchia. Angeles troverà la forza e il modo di lasciarlo solo grazie all'aiuto delle sue amiche.
- Carlota Rodríguez de Senillosa (stagioni 1-5), interpretata da Ana Fernández García, doppiata da Benedetta Degli Innocenti.
Carlota è la più anticonformista del gruppo. Figlia di un generale dell'esercito, non smette mai di lottare per la sua emancipazione e per il suo diritto al lavoro. Si fa assumere nella Compagnia telefonica come atto di ribellione verso il padre, uomo all'antica che le proibisce di lavorare e ostacola in ogni modo la sua voglia di libertà. È fidanzata inizialmente con Miguel, ma poi si affeziona a Sara, la capo-centralinista.
- Marga Suárez Pazos (stagioni 1-5), interpretata da Nadia de Santiago, doppiata da Selvaggia Quattrini.
Marga è una ragazza timida, insicura e poco esperta del mondo. Orfana, è stata cresciuta dai nonni in un piccolo villaggio ed è proprio la nonna a mandarla a Madrid perché trovi un lavoro, visto che non possono darle una dote e di conseguenza sarà difficile per lei trovare un marito nel paese. Grazie all'amicizia delle altre ragazze acquisterà coraggio e fiducia in se stessa, fino a dimostrare una forza insospettabile. Si innamora, ricambiata, di Pablo, con cui si fidanzerà dopo averlo sottratto alle grinfie della storica fidanzata, Marisol.
- Carlos Cifuentes (stagioni 1-5), interpretato da Martiño Rivas, doppiato da Marco Vivio.
Unico figlio maschio dei Cifuentes, proprietari della Compagnia dei telefoni di Madrid e fratello di Elisa, quindi cognato di Francisco di cui è anche migliore amico. Avrà una relazione sentimentale con Lidia, molto osteggiata da Donna Carmen. I due avranno una figlia di nome Eva nella terza stagione.
- Sara/Óscar Millán (stagioni 1-5), interpretato da Ana Polvorosa, doppiato da Eleonora De Angelis.
Capo-centralinista della Compagnia, è incaricata di supervisionare il lavoro delle ragazze. Inizia una relazione con Carlota, basata sugli stessi ideali, e entra così a far parte del gruppo. Nel corso delle prime stagioni, si porrà molte domande sulla sua identità di genere fin quando non capisce di sentirsi uomo e comincerà a vestirsi come tale, sempre appoggiata da Carlota e dalle altre.
- Mario Pérez (stagioni 1-2), interpretato da Sergio Mur, doppiato da Francesco Pezzulli.
Il rude marito di Ángeles che lavora alla Compagnia dei Telefoni come capo-contabile e che la tradisce ripetutamente.
- Miguel Pascual (stagioni 1-4), interpretato da Borja Luna, doppiato da Stefano Crescentini.
L'ingegnere della Compagnia dei Telefoni che ha una relazione con Carlota nelle prime due stagioni.
- Pablo Santos (stagioni 1-5), interpretato da Nico Romero, doppiato da Emiliano Coltorti.
Lavora come contabile della Compagnia. Timido ed impacciato, si fidanza con Marga.
- Carolina Moreno (stagioni 1-2), interpretata da Iria Del Río, doppiata da Perla Liberatori.
La diabolica segretaria di Francisco, nonché amante di Mario.
- Elisa Cifuentes (stagioni 1-5), interpretata da Ángela Cremonte, doppiata da Virginia Brunetti.
L'instabile sorella di Carlos, unica figlia femmina dei Cifuentes. Sposata con Francisco, è all'oscuro della sua relazione avuta con Alba. È manipolata dalla madre, che la fa persino internare in manicomio.
- Beltrán (stagione 1), interpretato da Carlos Kaniowsky, doppiato da Gerolamo Alchieri.
Un ispettore che ricatta Alba chiedendole ingenti somme di denaro e obbligandola a derubare la Compagnia.
- Carmen Benevides (stagioni 1-5), interpretata da Concha Velasco, doppiata da Graziella Polesinanti.
L'astuta madre di Carlos ed Elisa. Acerrima nemica di Lidia, tenta di ostacolare in ogni modo la relazione tra lei e il figlio, spesso con modi meschini. È una manipolatrice seriale, di cui le prime vittime sono i figli.
- Cristóbal Cuevas Hernández (stagioni 2-5), interpretato da Antonio Velázquez, doppiato da Massimo De Ambrosis.
È l'ispettore che intrattiene una relazione con Angéles.
- Sebastián Uribe (stagioni 2-3), interpretato da Ernesto Alterio, doppiato da Franco Mannella.
Acquisisce il controllo della Compagnia nel 1929.
- Pedro Guzmán (stagione 3, guest star stagione 2), interpretato da Luis Fernández, doppiato da Paolo Vivio.
Un pericoloso criminale, amico di Lidia e ricercato da Cristòbal.
- Julio Santos (stagioni 3, 5), interpretato da Nico Romero, doppiato da Emanuele Ruzza.
Fratello gemello di Pablo. Si innamora anche lui di Marga.
- Sofía Pérez Vidal (stagione 5), interpretata da Denisse Peña, doppiata da Fabiola Bittarello.
Figlia di Angèles e Mario, viene adottata da Lidia e si trasferisce con lei e Francisco a New York. Si arruola come volontaria nella guerra civile, costringendo Lidia e le altre ragazze a riunirsi per salvarla.
- Felipe (stagione 5), interpretato da Raúl Mérida.
Giovane volontario dell’esercito repubblicano. Si innamora, ricambiato, di Sofia.
- Isidro Barrero (stagione 5), interpretato da Miguel Diosdado, doppiato da Davide Albano.
- James Lancaster (stagione 5), interpretato da Alex Hafner.
Giornalista americano. Aiuta le ragazze a salvare Sofia, prima di spostarsi in Germania per documentare l'ascesa del nazismo.
- Camila Salvador (stagione 5), interpretata da Valentina Zenere.
Attrice, amica di Elisa. Aiuta Lidia ad organizzare la fuga in Argentina delle prigioniere dal campo diretto da Doña Carmen.

### Ricorrenti
- Ricardo Cinfuentes Navarro (stagione 1), interpretato da Simón Andreu, doppiato da Ambrogio Colombo.
Padre di Carlos ed Elisa.
- Emilio Rodríguez (stagioni 1, 3), interpretato da Joan Crosas, doppiato da Stefano De Sando.
È il padre di Carlota. È rigido con la figlia e non vuole che lei lavori come centralista.
- Pilar de Senillosa (stagioni 1, 3-4), interpretata da Luisa Gavasa, doppiata da Sonia Scotti.
È la madre di Carlota. Cerca di aiutare la figlia a riappacificarsi con il padre e, saputo della relazione con Óscar, la accetta.
- Lola (stagioni 1-3), interpretata da Tina Sainz, doppiata da Antonella Giannini.
È l'anziana, gentile e molto religiosa direttrice della pensione dove abitano le Ragazze.
- Eulalia (stagioni 1-2), interpretata da María Garralón, doppiata da Lorenza Biella.
È la nonna di Marga. Ha molto a cuore il futuro della nipote, che le è molto affezionata. Incoraggia molto la sua relazione con Pablo.
- Victoria (stagioni 1-5), interpretata da Kiti Mánver, doppiata da Ludovica Modugno.
È la direttrice del bordello in cui per tanti anni ha lavorato Alba, dopo essere arrivata a Madrid e aver perduto Francisco.
- Marisol (stagioni 1-2), interpretata da Agnés Llobet, doppiata da Alessia Amendola.
È l'ex fidanzata di Pablo. Tenta di riconquistarlo in tutti i modi, ma alla fine sarà costretta ad arrendersi e tornare nel paesino da cui proviene.
- Alex Uribe (stagione 2), interpretata da Andrea Carballo, doppiata da Rossella Acerbo.
Affascinante sorella di Sebastián. È molto indipendente e ha fiuto per gli affari.

## Produzione e distribuzione
A maggio 2017 viene rinnovata per una seconda stagione, sempre di otto episodi, che è stata pubblicata il 25 dicembre dello stesso anno. Il 7 settembre 2018 Netflix pubblica anche la terza stagione e annuncia il rinnovo fino alla sesta.
Dopo la quarta stagione, uscita il 9 agosto 2019, tuttavia, gli sceneggiatori tornano sui loro passi e dichiarano che non ci sarà una sesta stagione. La quinta e ultima stagione sarà però composta da dieci episodi, invece dei canonici otto, e suddivisa in due parti. La prima parte viene pubblicata il 14 febbraio 2020, mentre la seconda parte, con l'episodio finale della serie, esce il 3 luglio 2020.

## Riconoscimenti
- Premio Fénix
  - 2017 – Candidatura alla miglior serie televisiva drammatica
- Premio Feroz
  - 2017 – Candidatura alla miglior attrice non protagonista ad Ana Polvorosa
- Premio Ondas
  - 2017 – Miglior serie televisiva online
- Premio Platino
  - 2018 – Miglior interpretazione femminile in una serie televisiva a Blanca Suárez
  - 2018 – Candidatura alla miglior serie televisiva iberoamericana
- Premio de la Unión de Actores
  - 2018 – Miglior attrice in un ruolo secondario ad Ana Polvorosa